# The In-Laws (película de 2003)
The In-Laws (Hasta que la muerte los separe (en España), Mi suegro es un espía o El padre de mi novio (en Hispanoamérica))  es una película de comedia americana de 2003 protagonizada por Michael Douglas, Albert Brooks, Candice Bergen y Ryan Reynolds. La película es un remake del clásico de culto original de 1979, el cual fue protagonizado por Alan Arkin y Peter Falk.

## Personajes
- Albert Brooks como Jerry Peyser.
- Michael Douglas como Steve Tobias.
- Ryan Reynolds como Mark Tobias.
- Lindsay Sloane como Melissa Peyser.
- Maria Ricossa como Katherine Peyser.
- Robin Tunney como Angela Harris.
- Michael Bodnar como Guardia de Cherkasov.
- Vladimir Radian como Cherkasov.
- David Suchet como Jean-Pierre Thibodoux.
- Boyd Banks como Paciente.
- Susan Aceron como Enfermera.
- Chang Tseng como Quan Le.
- Tamara Gorski como Yadira.
- Matt Birman como Agente del Restaurante.
- A. Russell Andrews como Agente Will Hutchins (como Russell Andrews).
- Richard Waugh como Agente Thorn.
- Candice Bergen como Judy Tobias.

## Argumento
Steve Tobias (Michael Douglas) es un agente encubierto de la CIA cuyo hijo, Mark (Ryan Reynolds) se casa con Melissa Peyser (Lindsay Sloane). Su padre Jerry Peyser (Albert Brooks) es podólogo, de modales suaves. Cuando las dos familias se reúnen para cenar, Peyser encuentra a Steve Tobias en una operación secreta, él trata de establecer un acuerdo para vender un submarino ruso, la Olga, a un contrabandista de armas en Francia como carnada. A medida que aumentan las participaciones incidentales de Peyser, él es sospechoso por el FBI de ser parte de un acuerdo malicioso. Arrastrado, pataleado y gritando, Peyser decide que no quiere estar involucrado en el asunto o con la familia de Tobías. Los dos suegros terminan esquivando balas, saltando de edificios y robando jets juntos en su intento por evitar su captura por el FBI.